# Lafarge

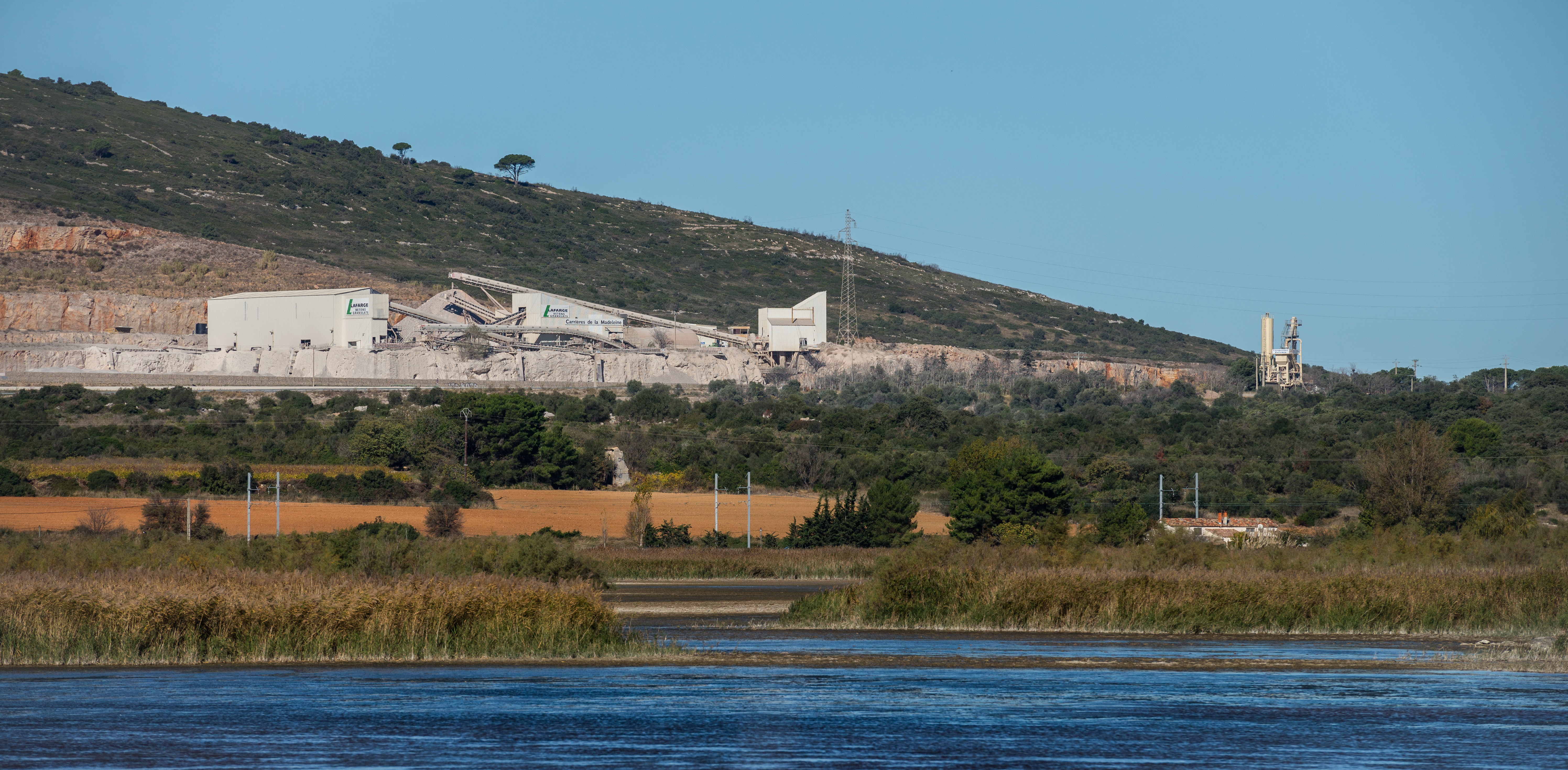

Lafarge a fost o companie franceză din domeniul construcțiilor, care, către anul 2015 era cel mai mare producător de ciment la nivel mondial. Compania  fost fondată în anul 1833 de către Joseph-Auguste Pavin de Lafarge.
Pe 10 iulie 2015 Lafarge a fuzionat cu Holcim, o companie majoră producătoare de cement din Elveția. Pe 15 iulie noua companie a fost lansată oficial în lume sub numele LafargeHolcim, creând astfel un nou lider în sectorul materialelor de construcție. 

## Istoric
În 2007 compania Lafarge avea 1.972 de fabrici în 76 de țări.
Număr de angajați: 
- 2008: 90.000[2]
- 2005: 77.000[3]

Cifra de afaceri:
- 2007: 17,6 miliarde euro[2]
- 2004: 14,4 miliarde euro[3]

Profit net:
- 2007: 2,1 miliarde euro[2]
- 2008: 1,6 miliarde euro[4]

## Lafarge în România
Lafarge a intrat pe piața din România în 1997, achiziționând producătorul național de ciment, Romcim
și deține în prezent (iunie 2008) trei centre de producție, în Medgidia (Constanța), Hoghiz (Brașov) - fabrici de ciment și Târgu Jiu (Gorj) - stație de măcinare.
Lafarge este prezent în România și prin celelalte activități ale sale - agregate, beton și plăci de gips, având în jur de 1.500 de angajați și înregistrând o cifră de afaceri de peste 260 de milioane de euro în 2006.
Grupul Lafarge activează în România cu trei divizii.
Lafarge Romcim S.A. produce și comercializează cimenturi, lianți și filer calcar.
Lafarge Arcom Gips S.A. - produce și comercializează ipsos, sisteme și accesorii pentru gips - carton și Lafarge Agregate Betoane.
Principalii concurenți pe piața din România sunt HeidelbergCement și Holcim, împreună cu care domină piața românească.
În anul 2006, Consiliul Concurenței a amendat cu 28,5 milioane Euro trei producători din industria cimentului, CarpatCement, Holcim și Lafarge, pentru formarea unui cartel. CarpatCement a plătit, după ce a contestat decizia în justiție, în timp ce ceilalți doi au achitat amenda.
În noiembrie 2009, compania a inaugurat un siloz de clincher tip dom, cel mai mare din lume, la uzina de ciment din Medgidia, printr-o investiție de 16,5 milioane euro, acesta având o capacitate de 250.000 metri cubi de clincher.
Cifra de afaceri:
- 2008: 370 milioane euro[5]
- 2006: 260 milioane euro[6]

### Lafarge Arcom Gips
Lafarge Arcom Gips deține în prezent o fabrică de gips carton la Popești Leordeni, București, și o fabrică de ipsosuri la Aghireșu, în județul Cluj, cu capacități anuale de producție de 15 milioane metri pătrați de plăci de gips carton și 45.000 tone de ipsosuri.
Ambele fabrici sunt prevăzute pentru producția internă.
Lafarge Arcom Gips a fost înființată în 2001, prin asocierea cu firma de construcții Arcom București.
Cele două fabrici din România produc plăci de gips carton, ipsosuri, gleturi și mortare de interior.
Lafarge deține o cotă de piață de aproximativ 22% în ceea ce privește plăcile de gips carton și produsele asociate.